# Distribució log-t
En teoria de la probabilitat, una distribució log-t o distribució t log-Student és una distribució de probabilitat d'una variable aleatòria el logaritme de la qual es distribueix d'acord amb una distribució t de Student. Si X és una variable aleatòria amb una distribució t de Student, aleshores Y = exp(X) té una distribució log-t; de la mateixa manera, si Y té una distribució log-t, llavors X = log(Y) té una distribució t de Student.

## Caracterització
La distribució log-t té la funció de densitat de probabilitat:
{\displaystyle p(x\mid \nu ,{\hat {\mu }},{\hat {\sigma }})={\frac {\Gamma ({\frac {\nu +1}{2}})}{x\Gamma ({\frac {\nu }{2}}){\sqrt {\pi \nu }}{\hat {\sigma }}\,}}\left(1+{\frac {1}{\nu }}\left({\frac {\ln x-{\hat {\mu }}}{\hat {\sigma }}}\right)^{2}\right)^{-{\frac {\nu +1}{2}}}}
on {\displaystyle {\hat {\mu }}} és el paràmetre d'ubicació de la distribució t de Student subjacent (no estandarditzada), {\displaystyle {\hat {\sigma }}} és el paràmetre d'escala de la distribució t de Student subjacent (no estandarditzada), i {\displaystyle \nu } és el nombre de graus de llibertat de la distribució t de Student subjacent. Si {\displaystyle {\hat {\mu }}=0} i {\displaystyle {\hat {\sigma }}=1} aleshores la distribució subjacent és la distribució t de Student estandarditzada.
Si {\displaystyle \nu =1} aleshores la distribució és una distribució log-Cauchy. Com {\displaystyle \nu } s'aproxima a l'infinit, la distribució s'aproxima a una distribució log-normal. Encara que la distribució log-normal té moments finits, per a qualsevol grau finit de llibertat, la mitjana i la variància i tots els moments superiors de la distribució log-t són infinits o no existeixen.
La distribució log-t és un cas especial de la distribució beta generalitzada del segon tipus. La distribució log-t és un exemple d'una distribució de probabilitat composta entre la distribució lognormal i la distribució gamma inversa, en la qual el paràmetre de variància de la distribució lognormal és una variable aleatòria distribuïda segons una distribució gamma inversa.

## Aplicacions
La distribució log-t té aplicacions en finances. Per exemple, la distribució dels rendiments del mercat de valors sovint mostra cues més grosses que una distribució normal i, per tant, tendeix a ajustar-se millor a la distribució t d'un Student que a una distribució normal. Tot i que el model de Black-Scholes basat en la distribució log-normal s'utilitza sovint per fixar el preu de les opcions d'accions, les fórmules de preus d'opcions basades en la distribució log-t poden ser una alternativa preferible si els rendiments tenen cues grasses. El fet que la distribució log-t tingui una mitjana infinita és un problema quan s'utilitza per valorar les opcions, però hi ha tècniques per superar aquesta limitació, com ara truncar la funció de densitat de probabilitat a un valor gran arbitrari.